# 德皇巴巴罗萨号战列舰
德皇巴巴罗萨号是德意志帝国海军根据威廉二世皇帝的海军扩张计划而在20世纪之交建造的一艘德皇腓特烈三世级前无畏战列舰，得名于神圣罗马皇帝腓特烈一世。它由但泽的希肖船厂承建，于1898年8月开始铺设龙骨，1900年4月下水，至1901年6月交付使用，共斥资2,030.1万马克。其主炮为安装在两座双联装炮塔内的四门240毫米40倍径速射炮，最高速度为17.5節（32.4每小時）。
德皇巴巴罗萨号自1901年投运以来一直在德国海军服役，但其运用生涯受到了两次长时间在旱坞停留的限制。第一次是在1903年因舵受损而进行维修，一直持续至1905年；第二次则是在1905年的修复工作结束后便立即开始大规模的现代化改造，并一直持续至1907年底。它此后又服役了两年，至1909年退役并安置在预备役支队。在接下来的三年里，该舰继续参加舰队训练演习。1914年8月第一次世界大战爆发后，德皇巴巴罗萨号及其姊妹舰获重新动员至第五战列舰分舰队负责海岸防御，并相继被部署到北海和波罗的海。它在战争期间没有参与任何战斗，且由于船员短缺而于1915年2月撤出现役，降格担任次要任务。在1915年的大部分时间里，该舰都被临时用作鱼雷靶舰，然后又在威廉港充当收容战俘的监狱船直至1918年战争结束。战后，德皇巴巴罗萨号最终退役并作废金属出售，至1919－1920年间拆解报废。

## 设计

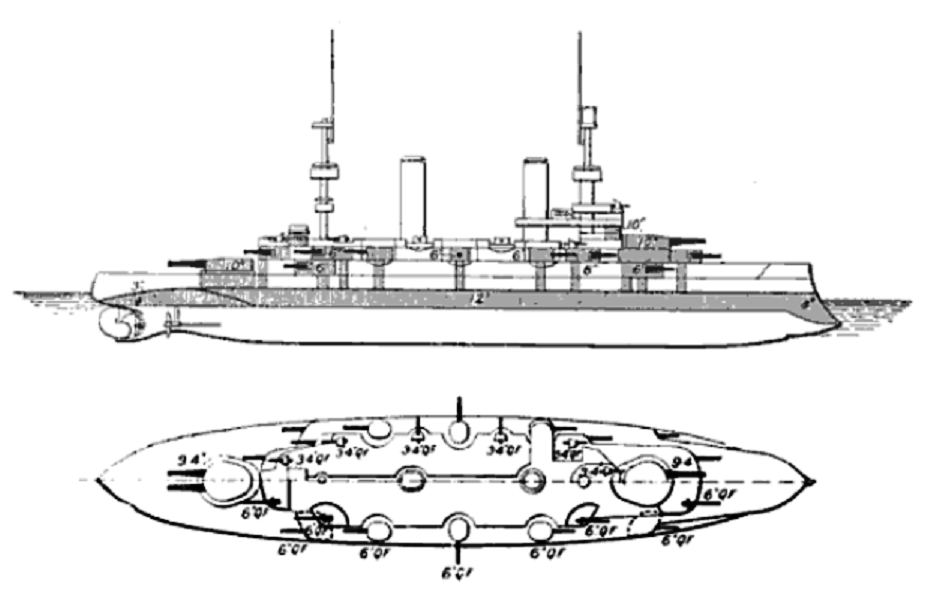
德皇腓特烈三世级线条画

在德意志帝国海军于1889年订购了四艘勃兰登堡级战列舰后，由于受到预算限制、帝国议会反对以及缺乏连贯舰队计划的相结合影响，导致进一步购买战列舰的计划被推迟。随着前国家海军办公室国务大臣列奥·冯·卡普里维于1890年就任德国总理，海军中将弗里德里希·冯·霍尔曼成为新任海军国务大臣。霍尔曼于1892年提请订购一艘新的战列舰，以取代建于二十年前的老式铁甲舰普鲁士号，但前一年缔结的法俄同盟却使得政府将注意力集中在扩大陆军的预算上。议会的反对迫使霍尔曼将计划推迟至第二年，当时卡普里维发表了支持该项目的讲话，指出俄国近期的海军扩张威胁到了德国在波罗的海的海岸线。1893年末，霍尔曼呈递了海军1894－1895年度的预算案，此时议会批准了新舰，在接下来的三年里，他又获得了多两艘舰的批准，这便是德皇腓特烈三世级的前三艘舰。1897年6月，霍尔曼的职务由海军少将阿尔弗雷德·冯·提尔皮茨接任，后者迅速拟定了第一部《舰队法》并于1898年初获得通过。这部法规确保了德皇腓特烈三世级后两艘舰，即德皇巴巴罗萨号和德皇卡尔大帝号的建造。新舰摒弃了原勃兰登堡级的六门火炮布置，取而代之的是四门大口径炮，这是同期其它国家海军的标准配置。
德皇巴巴罗萨号的水线长度和全长分别为120.9米和125.3米，舷宽20.4米，有7.89米的前吃水和8.25米的后吃水。舰只所设计的标准排水量为11,097吨，满载排水量则可达11,785吨。其推进是通过三台三缸立式三胀蒸汽机以驱动三副螺旋桨来实现。蒸汽由四台桑尼克罗夫特和八台筒形水管锅炉供应，均为燃煤式，并通过两具高耸的烟囱排放。推进装置的额定功率为13,000匹公制馬力（9,560千瓦特），最高速度达17.5節（32.4每小時），并能够以10節（19每小時）的速度续航3,420海里（6,330）。其标准船员编制为39名军官及612名士兵。
德皇巴巴罗萨号的主炮为四门240毫米40倍径速射炮，它们安装在分居中央舰艛一前一后的两座双联装炮塔内。副炮则包括十八门塔装或廓装混合布置的150毫米40倍径速射炮。针对鱼雷艇的近距离防御武器由十二门廓装88毫米30倍径速射炮和十二门单架37毫米机关炮组成。武器套件中还有六具450毫米鱼雷发射管，全部安装在舰体水上部分的旋转支架上。舰只的装甲带最厚处有300毫米，甲板装甲的厚度为65毫米；司令塔和主炮炮塔装有250毫米厚的的装甲板，副炮炮廓则受到150毫米厚的装甲保护。

## 服役历史

### 和平年代役期

全速航行的德皇巴巴罗萨号

末代德意志皇帝威廉二世认为，强大的海军是国家在欧洲大陆以外扩张势力的必要条件。为此，他于19世纪80年代末发起了一项海军扩张计划；并根据该计划建造了首批四艘勃兰登堡级战列舰。紧随其后的是五艘德皇腓特烈三世级战列舰，而德皇巴巴罗萨号便是其中的一员。它是作为新增编入舰队的单位以合同代号“A”进行订购，于1898年8月3日在但泽的希肖船厂开始铺设龙骨，建造序列为640。新舰于1900年4月21日下水，在下水仪式上，由当时已晋升为海军中将的提尔皮茨以国家海军办公室国务大臣的身份发表演讲，而威廉二世皇帝的姨妹——路易丝·索菲公主则主持为舰只冠以神圣罗马皇帝“巴巴罗萨”之名。舾装工作完成后，海试于1901年5月4日展开，在此期间记录了两次测试：一次50小时耐力测试和一次6小时速度测试。前者录得的持续速度为15.5節（28.7每小時），而后者的最高速度则为18節（33每小時）。该舰于6月10日在基尔正式投入舰队服役，其最终造价达2030.1万马克。
入役后，德皇巴巴罗萨号即被分配至练习舰队（Übungsflotte）的第一战列分舰队，并在不久之后便去往西班牙巡航。当驻泊在加的斯时，这些舰只与正从东亚协助镇压义和团运动的远征中返航的四艘勃兰登堡级战列舰会合。从8月22日到9月21日，德皇巴巴罗萨号参加了整个舰队的年度秋季演习。在但泽湾的演习期间，舰队还为来访的俄国沙皇尼古拉二世举行了海上阅兵，而沙皇的妻子亚历山德拉正是威廉二世皇帝的表妹。12月的冬季训练巡航是去往挪威南部。1902年4月和5月，分舰队又前往不列顛群島进行操练，继而于6月下旬出席了基尔赛船周。这些舰只随后参加了7月前往挪威的另一次训练巡航，接下来是8月31日在波罗的海开始的秋季演习。演习期间，德皇巴巴罗萨号和分舰队余部分别被指派扮演德国舰队和“假想敌”部队。演习于9月18日在北海结束，并在亚德湾进行了一次海上阅兵。例行的冬季训练巡航在这年是驶往挪威的卑尔根。
1903年，这支仅由一个现代化战列分舰队（及其附属侦察舰和鱼雷艇）组成的练习舰队被重组为“活动战列舰队”（Aktive Schlachtflotte）。德皇巴巴罗萨号及其姊妹舰连同最新入役的维特尔斯巴赫级战列舰被留在了第一分舰队，而老式的勃兰登堡级舰只则作预备役安置以待重建。这年的第一季度遵循了惯常的训练模式。分舰队在波罗的海进行了一次训练巡航，随后从5月7日到6月10日展开西班牙之旅。期间德皇巴巴罗萨号的舵受到了一定程度的损坏，需要从7月底到8月21日在基尔的帝国船厂进行临时修复。此后，它参加了秋季演习以及前往波罗的海东部和斯卡格拉克海峡的冬季巡航。秋季演习包括在北海进行封锁演练，整个舰队首先进入挪威水域，然后于9月初抵达基尔，最后是对基尔实施一次模拟攻击。演习于9月12日结束。冬季巡航则是11月23日从波罗的海东部开始，并于12月1日进一步驶入斯卡格拉克。12月15日，德皇巴巴罗萨号退役以便对其舵进行永久性修复，并一直持续到1905年1月。然而，当维修工程完结后，它并没有重新投运，而是开始了一项大规模的重建。

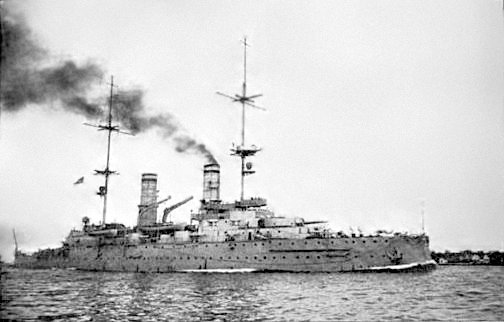
现代化改造后的德皇巴巴罗萨号

在现代化重建的过程中，德皇巴巴罗萨号有四门150毫米炮被移除，但增加了两门88毫米炮。全部十二门37毫米机炮均被移除，安装在舰艉的鱼雷管亦是如此。其舰艛也遭部分削减，以减轻舰只过度横摇的倾向；而战斗桅楼则被更轻便的单杆桅所取代。此外，舰只的烟囱也得到加长。德皇巴巴罗萨号的现代化工程于1907年10月1日完成并重新投运。在此期间，最新式的德国级战列舰也在逐步入役；连同不伦瑞克级舰只一起，它们提供了足够的现代化战列舰以建立两个完整的分舰队。因此，活动舰队于早前的2月16日正式重组为公海舰队。德皇巴巴罗萨号回到了其在第一分舰队内的位置，并在接下来的一年里参加了支舰队、分舰队和舰队的常规演习和巡航，没有发生任何事故。1908年5月的夏季巡航是去往亚速尔群岛，并于8月13日返回基尔。舰队秋季演习则从8月27日持续至9月7日。在波罗的海的支舰队操练紧随其后于9月7－13日进行。
德皇巴巴罗萨号于1909年9月17日再度退役，并被编入波罗的海预备役支队。到这个时候，新式的“全重炮”无畏舰已经开始入役，这使得像德皇巴巴罗萨号这样的前无畏舰已经彻底过时。1910年初，该舰被派往训练分舰队，执行4月在波罗的海展开的行动。在同年的秋季演习期间,它获重新启用并分配至临时第三分舰队参加演习；而当9月10日演习结束后，它又被重新安置回预备役。进一步的现代化改造随即在基尔的帝国船厂完成。从1911年7月31日至9月15日，德皇巴巴罗萨号再次重启加入第三分舰队参加了演习。之后，它于1912年初回到预备役支队。

### 第一次世界大战
随着第一次世界大战的爆发，德皇巴巴罗萨号及其姊妹舰于1914年8月5日被抽离出预备役，并动员至第五战列分舰队。这些舰只的备战进度十分缓慢，直到8月底才准备好在北海服役。分舰队最初的任务是海岸防御，但它们实际担当此职仅有很短一段时间。9月中旬，第五分舰队被调往波罗的海，受时任波罗的海武装部队总司令的海因里希亲王指挥。后者原本计划对温道发动一场针对俄国人的大规模两栖攻击，但运输工具的短缺迫使其改变了计划。作为替代，第五分舰队将被用作搭载登陆部队，但当海因里希亲王收到了英国舰队将于9月25日进入波罗的海的错误情报后，这一任务也被取消了。德皇巴巴罗萨号及其姊妹舰遂于翌日返回基尔，让登陆部队在那里上岸。这些舰只随后继续推进至北海，恢复它们在当地的警戒职责。年底前，第五分舰队再次被调往波罗的海。
重返波罗的海后，海因里希亲王下令对哥特兰岛发动进攻。1914年12月26日，这些战列舰在波美拉尼亚湾与波罗的海巡洋支舰队会合，然后启程出击。两天后，部队抵达哥特兰岛宣示主权，并于12月30日回到基尔，期间并未发现任何俄国舰船。分舰队只得回到北海执行警戒任务，但不久后便于1915年2月被撤出前线服役。由于公海舰队受训船员的短缺，加上在战争时期运作老旧舰艇的风险，致使德皇巴巴罗萨号及其姊妹舰不得不停用。该舰的船员编制于3月5日遭到裁减，至4月11日才进行补充，以便它能够用作鱼雷靶舰；这项运用一直持续到11月9日。十天后，德皇巴巴罗萨号最后一次退役，并于1916年被解除武装。此后，它只能在威廉港充当收容战俘的监狱船。1918年11月，德国寻求结束战争，并在贡比涅签署第一份停战协定，暂时结束了敌对状态，以便就和平条约展开谈判。根据1919年6月28日签署的正式结束战争的《凡尔赛条约》条款，德国仅允许保留六艘“德国或洛林型”战列舰。因此，德皇巴巴罗萨号于1919年12月6日正式从海军名录中除籍并售予拆船商。它最终于1919年至1920年间在吕斯特林根拆解报废。